# Matsushimaea fasciculata
Matsushimaea fasciculata är en svampart som först beskrevs av Matsush., och fick sitt nu gällande namn av Chirayathumadom Venkatachalier Subramanian 1978. Matsushimaea fasciculata ingår i släktet Matsushimaea, divisionen sporsäcksvampar och riket svampar.   Inga underarter finns listade i Catalogue of Life.